# Opernhaus Leipzig
L'Opernhaus Leipzig ('Òpera de Leipzig' en català) és el teatre d'òpera i ballet de la ciutat de Leipzig, a Alemanya.

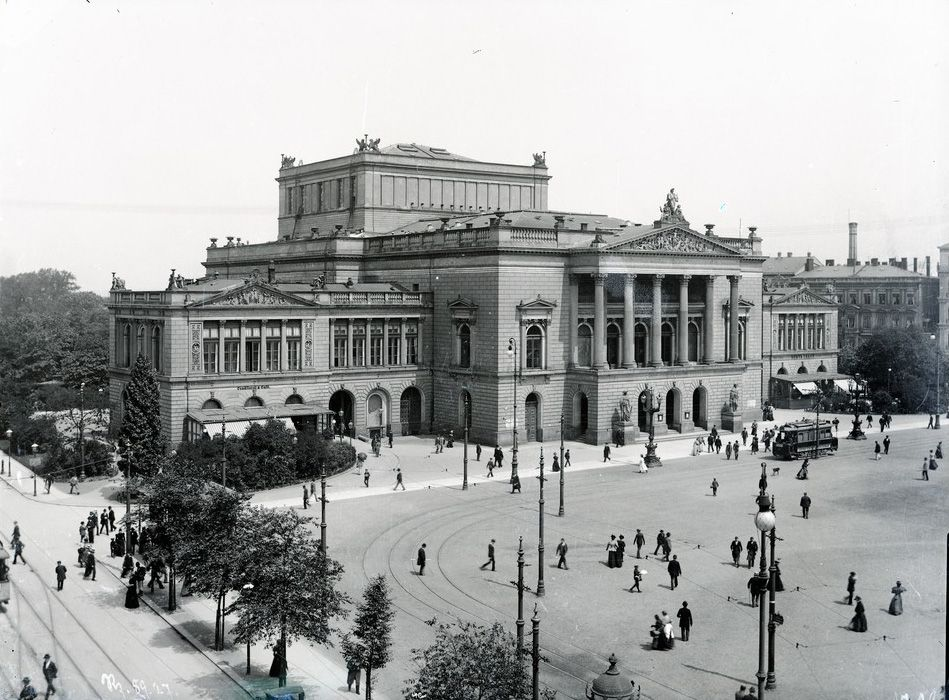
El predecessor de l'Opernhaus Leipzig, el Neues Theater abans de la Segona Guerra Mundial.

Ubicada a la plaça d'August, es va inaugurar el 8 octubre 1960 reemplaçant al Neues Theater, destruït el 1944 durant la Segona Guerra Mundial. Té capacitat per a 1.426 espectadores i en la seva inauguració es va interpretar Els mestres cantaires de Nuremberg de Richard Wagner. El nou teatre, construït per Kunz Nierade, va ser en el seu moment el més gran de la RDA.
L'orquestra que toca a les òperes és la cèlebre Gewandhaus, anteriorment dirigida per Arthur Nikisch i Gustav Mahler i en l'actualitat liderada per Riccardo Chailly.